# 나스노 요이치

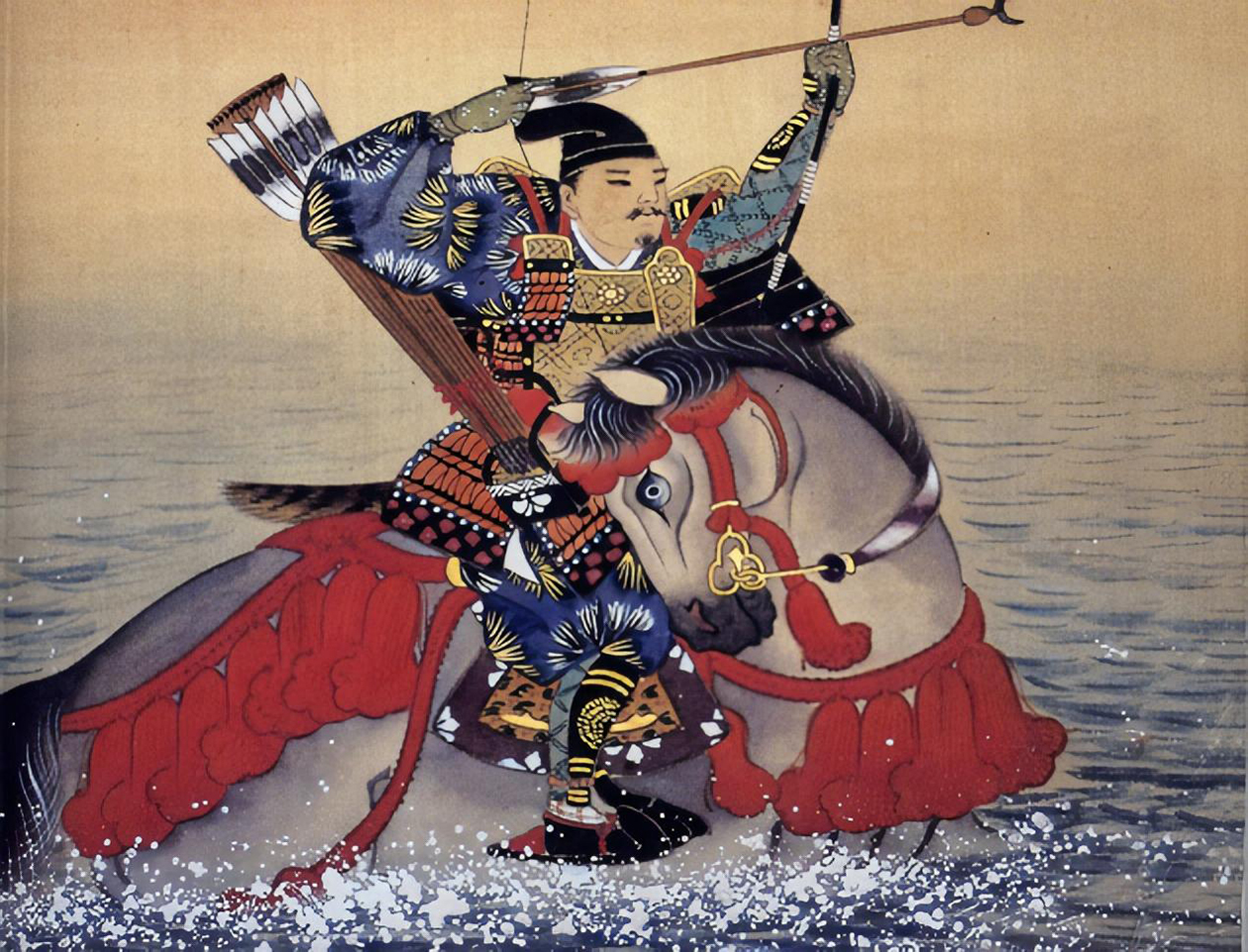
나스노 요이치 (와타나베 미술관, 돗토리시) 소장

나스노 요이치(那須与一)는 헤이안 시대 말기의 무장·고케닌이다. 족보상 나스씨의 제2대 당주라 전해진다. 헤이케 이야기에는 무네타카(宗隆)로 소개되며 부친 나스 스케타카(那須資隆) 사후 가독을 이은 이후 부친과 같은 이름인 스케타카(資隆)로 불리기도 한다.